# Luis Cembranos
 (octobre 2014).
Si vous disposez d'ouvrages ou d'articles de référence ou si vous connaissez des sites web de qualité traitant du thème abordé ici, merci de compléter l'article en donnant les références utiles à sa vérifiabilité et en les liant à la section « Notes et références ».
Luis Cembranos Martínez, né le 6 juin 1972 à Lucerne (Suisse), est un footballeur international espagnol reconverti en entraîneur.

## Biographie

### Joueur
Cembranos débute en deuxième division lors de la saison 1992-1993 dans les rangs de l'UE Figueres. 
En 1993, il rejoint le FC Barcelone B en deuxième division.
Le 10 septembre 1994, Cembranos débute avec le FC Barcelone en première division sous les ordres de l'entraîneur Johan Cruijff (victoire 2 à 1 face au Racing de Santander). Cembranos joue deux autres matchs avec l'équipe première avant de retourner en équipe réserve. Lors du mercato d'hiver, il signe au RCD Espanyol avec qui il débute en janvier 1995.
Il reste avec l'Espanyol jusqu'en 1998, mais il ne parvient pas à être un titulaire indiscutable.
En décembre 1998, il est recruté par le Rayo Vallecano qui joue en D2. C'est dans ce club madrilène qu'il atteint son meilleur niveau comme joueur. Il est même convoqué par l'équipe d'Espagne pour un match amical. Avec le Rayo, il monte en première division lors de sa première saison au club. Il reste au Rayo Vallecano durant toute l'étape de l'équipe en D1 jusqu'à la descente en deuxième division lors de la saison 2002-2003. Au Rayo, il joue un total de 82 matchs en championnat et est un des piliers de l'équipe. Il reste ensuite encore une saison au Rayo, jusqu'en 2004 quand le club descend en Segunda División B.
Cembranos est sans club jusqu'en novembre 2004. Il est alors recruté par Promesas Ponferrada. En 2005, Cembranos met un terme à sa carrière.

### Entraîneur
Luis Cembranos devient entraîneur du CD Huracán Z en 2007. Il reste dans ce club jusqu'en 2009.
Entre 2011 et 2014, il est l'entraîneur de la Cultural y Deportiva Leonesa.
En 2015, il devient l'assistant de Luis Milla au CD Lugo.